# Chen Ruoxi
Chen Ruoxi (en xinès tradicional: 陳若曦; en xinès simplificat: 陈若曦; en pinyin: Chén Ruòxī) (Taipei, 1938), és el nom literari de Chen Xiumei (陳秀美), novel·lista i assagista taiwanesa, pensadora i admiradora del modernisme literari.

## Biografia
Chen Ruoxi va néixer l'any 1938 als afores de Taipei (Taiwan) durant el període d'ocupació japonesa. El seu pare era fuster i la seva mare originaria d'una família de pagesos. Va ser una estudiant brillant. Va estudiar a la Taipei First Girls High Scchool i el 1957 va entrar a la Universitat Nacional de Taiwan al Departament de llengües estrangeres.
Després de la seva graduació, el 1962 va anar als Estats Units a estudiar literatura anglesa. Va estudiar a la Universitat d'Iowa, al Mount Holyoke College i Literatura Moderna americana a la Universitat Johns Hopkins.
Es va casar amb Duan Shiyao, un enginyer civil i l'any 1966 van anar a viure a Pequín, en els moments on començava la Revolució Cultural. El 1969 van ser enviats a Nanjing província de Jiangsu, on ell feia d'enginyer i ella classes d'anglès. El 1973 van marxar amb els seus dos fils a Hong Kong i el 1974 al Canada i després el 1979 a els Estats Units. Chen Ruoxi va seguir la seva carrera acadèmica al Universitat de Califòrnia i durant aquesta època publicar diverses obres de ficció i d'assaig.
El 1988 va obtenir la nacionalitat americana, però el 1994 va tornar a Taiwan per fer de professora a la Universitat. El 1996 va ser nomenada professora de xinès a la Universitat Nacional Central (國立 中央 大學) i la Facultat de Medicina de Tzù Chi (慈濟 大學).
Va tornar a la Xina continental diverses vegades (1985, 1986 i 1987), per invitació del govern xinès, per a fer una sèrie de conferències formant part d'una delegació d'escriptors taiwanesos.

## Carrera literària
Va començar a escriure durant la seva estada a la Universitat, on amb altres estudiants, entre ells Bai Xianyog (白先勇), van crear la revista "Literatura moderna 現代 文學".
Va ser el 1957, amb només dinou anys, quan Chen Ruoxi va publicar el seu primer relat breu, "Cap de setmana “Zhoumo” (週末), a la seva revista de la Universitat. Nou anys després, quan va marxar cap a la Xina continental, ja havia publicat tretze relats breus en xinès, a més d'un assaig sobre Zhang Ailing (Eileen Chang) i, en anglès, un recull d'altres narracions breus i un reportatge sobre la situació de la literatura taiwanesa. També havia publicat una traducció al xinès de la novel·la de Françoise Sagan, "Les Merveilleux Nuages".
Durant la seva estada a la Xina continental, no va publicar res, però a la seva arribada a Hong Kong, va publicar el conte "El prefecte Yin /Yin Xianzhang" al suplement mensual del diari Mingpao. L'agost de 1978 va publicar una col·lecció de relats sobre la seva experiència a la Xina durant la Revolució Cultural. L'obra va ser traduïda a l'anglès i després al francès. Les dues narracions "Prefecte Yin" i "Servei nocturn" van tenir un impacte molt gran a Taiwan quan es van publicar al diari de Guomingdang Zhongyang Ribao (中央 日報).
Els seus treballs van ser publicats a la Xina continental des del 1986, tretze anys després de la seva marxa del país, i la seva primera novel·la que es va publicar allà va ser "Er hu/二胡" ediata per Sanlian.
Als Estats Units, el 1990, va fundar l'efímer periòdic The Square amb l'escriptor exiliat Kong Jiesheng (孔 捷 生), per commemorar els esdeveniments de la plaça de Tiananmen de l'any anterior. Tot i això, els seus escrits no han estat prohibits a la Xina continental, on es va publicar a Pequín una col·lecció dels seus assaigs, "News from Beyond the Wall".
Al final dels anys vuitanta, també va treballar en la defensa de les dones xineses a tot el món i es va interessar especialment per l'estatus cultural de les escriptores xineses. El 1988, va ser elegida presidenta de l'Associació de Dones Escriptores Xineses a l'estranger (海外 华文 女 作家协会).
El 2011 va publicar una versió revisada de les memòries, inicialment editades el 2008.

## Obra

### Relats relacionats amb la Revolució cultural[6]
- Le préfet Yin〈尹縣長〉/The Execution of Mayor Yin and Other Stories from the Great Proletarian
- Geng Er à Pékin〈耿爾在北京〉
- Retour〈歸〉
- L'anniversaire de Jingjing〈晶晶的生日〉
- Service de nuit〈值夜〉
- Les journalistes qui accompagnaient Nixon〈尼克森的記者團〉
- Visite domiciliaire〈查戶口〉
- Ren Xiulan〈任秀蘭〉
- Ding Yun〈丁雲〉
- Escalier n° 13〈十三號單元〉
- Mon amie Ai Fen〈女友艾芬〉

### Novel·les i relats publicats a Hong Kong[6]
- 1983: Briser l'enfermement 《突圍》i A l'intérieur et à l'extérieur des murs 《城裡城外》
- 1986: The Old Man and Other Stories (Diane Cornell and others). Hong Kong:
- 1987: L'erhu 《二胡》i Les noces de papier 《紙婚》
- 1988: Vision lointaine 《遠見》
- 1989: La femme du Guizhou 《貴州女人》